# Arc de Trajà de Benevent
L'arc de Trajà Benevent és un arc triomfal dedicat a l'emperador romà Trajà en ocasió de l'obertura de la via Trajana, una variant de la via Apia que escurçava el camí entre Benevent i Bríndisi. El monument es conserva gairebé íntegre, comprenent nombrosos relleus escultòrics que decoren la superfície,
L'arc es va construir entre els anys 114 i el 117 dC en època dels longobards l'arc va quedar englobat en el costat septentrional del recinte emmurallat i va prendre el nom de Porta Aurea; es va alçar al seu costat l'església de Sant 'Ilario. Al Renaixement, va ser estudiat per Sebastiano Serlio.
Va sofrir diverses restauracions pels danys causats pel temps i els terratrèmols: Baix Urbà VIII, després el 1661, el 1713 i el 1792. En particular el 1713, quan l'arc es feia servir encara com a porta de la ciutat, va caure l'arquitrau de márnol que servia de batent a la porta, el consell ciutadà deliberar la despesa de 212 ducats per a la restauració. La llicència per gastar aquesta suma va ser concedida l'1 de desembre del mateix any.
el 1850, en ocasió d'una visita del papa Pius IX, per ordre seva, l'arc va quedar aïllat, abatent les cases que estaven adossades a ell. Avui està col·locat al final de la curta carrer Traiano, accessible des del principal carrer del centre històric,  cors Garibaldi . Ha estat restaurat i parcialment aïllat del trànsit ciutadà.

## Inscripció
La inscripció inclou 5 línies, a comparar amb les contemporànies de la Columna de Trajà i de la Tabula Traiana:
| « | IMP(eratori) CAESARI DIVI NERVAE FILIO NERVAE TRAIANO OPTIMO AVG(usto) GERMANICO DACICO PONTIF(ici) MAX(imo) TRIB(unicia) POTEST(ate) XVIII IMP(eratori) VII CO(n)S(uli) VI P(atri) P(atriae) FORTISSIMO PRINCIPI SENATVS P(opulus)Q(ue) R(omanus) | » |

Traducció:Per l'emperador Cèsar, fill del diví Nerva, Nerva Trajà August, Optim, vencedor dels alemanys i els dacis, granpontífex de la potència dels tribuns divuit vegades, proclamat emperador set vegades, sis vegades cònsol, pare de la pàtria, príncep molt valent, el Senat i el poble romà.